# Сімферополь (станція)
Сімферо́поль (Сімферо́поль-Пасажи́рський) — головна пасажирська позакласна залізнична станція Автономної Республіки Крим — справжні «ворота» Криму.
Станція розташована у столиці Автономної Республіки Крим (Україна) місті Сімферополі. Залізничний вокзал станції Сімферополь — оригінальна архітектурна пам'ятка повоєнної радянської сталінської архітектури, що зробив її одним із найвпізнаваніших символів кримської столиці. Це єдиний залізничний вокзал міста.
Вантажно-пасажирська залізнична станція Кримської дирекції Придніпровської залізниці на магістральній лінії Джанкой — Севастополь.

## Загальні відомості
Сімферопольський залізничний вокзал розташований за адресою: вул. Гагаріна, буд. 5, м. Сімферополь (АРК, Україна).
На вокзалі розташований сервісний центр, камери схову, кімнати відпочинку, зала очікування.
На привокзальній площі розташована станція «Курортна», з якої відходять тролейбуси до Ялти та Алушти, а також автобуси у міжміських напрямках.

## Історія
Датою відкриття у Сімферополі залізничного вокзалу вважається 14 жовтня 1874 року, коли власне в місті було відкрито станцію «Сімферополь» на ділянці Лозово-Севастопольської залізниці.
Німецько-радянська війна завдала будівлі сімферопольського вокзалу значних ушкоджень, тому в повоєнний час споруда була відбудована заново. Зокрема у 1951 році залізничний вокзал Сімферополя був побудований за проєктом відомого радянського архітектора Олексія Душкіна, відомого проєктуванням московських сталінських висоток. Будівництво обійшлося державі в суму близько 8,5 млн. радянських карбованців.
Сімферопольський залізничний вокзал побудований з інкерманського каменю силами радянських робітників і німецьких військовополонених у стилі італійської архітектури. Головна будівля зведена в симетричній проєкції, а дві галереї, випростані від центрального корпусу, створюють простір для внутрішнього подвір'я. Цей дворик із фонтаном перед будівлею дістав назву Італійського. За задумом авторів проєкту вокзалу над двориком повинна була з'явитися прозора покрівля, щоб укрити зимовий сад. Але проєкт не був реалізований повністю. На даху будівлі оригінально виглядає споруда у вигляді античного храму.
Найпомітнішим і таким, що відразу впадає у вічі елементом споруди, є вокзальна вежа з годинником. Її висота становить понад 42 метри. Навколо циферблату розташовані знаки зодіаку. Гиря завважки 250 кг призводить до руху механічні дзиґарі. Шпиль вежі вінчає п'ятипроменева зірка.
У самій вежі залізничного вокзалу знаходиться артезіанська свердловина, система помп і резервуар, що дозволяють забезпечувати водою станційне господарство.

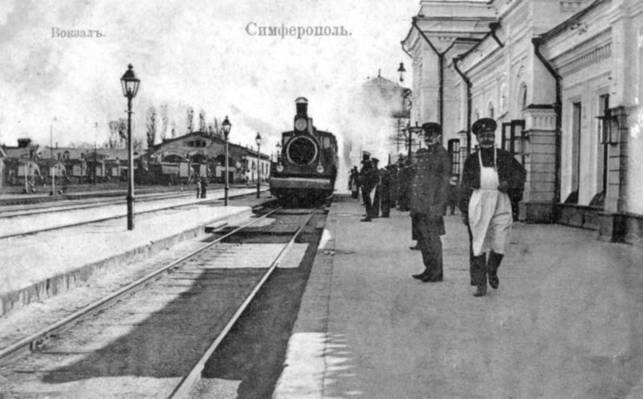
Вокзал під час Російської імперії
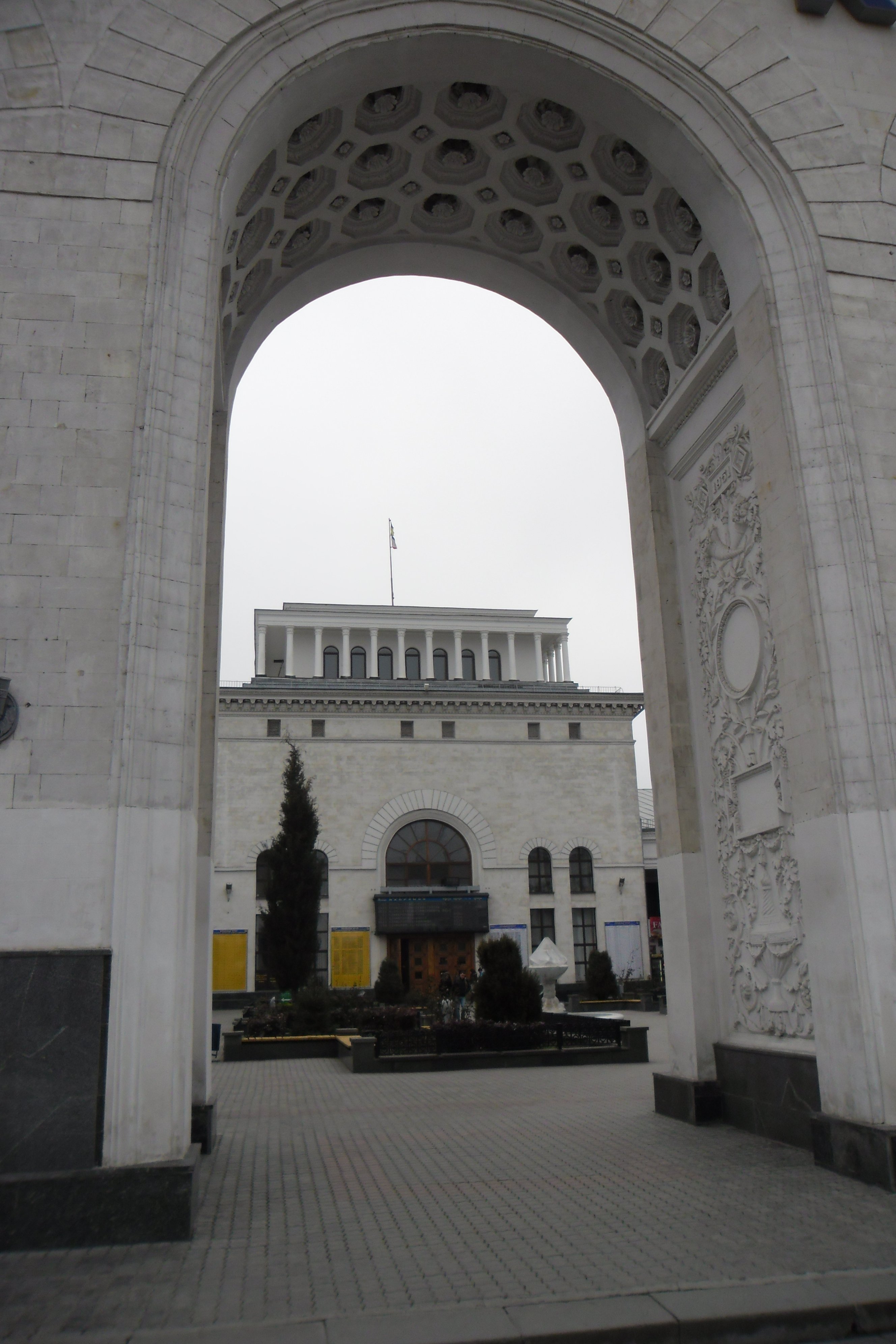
Арка залізничного вокзалу
Внутрішній двір залізничного вокзалу

Головний вестибюль Сімферопольського залізничного вокзалу оздоблений ліпними медальйонами — по 4 на кожній зі стін вестибюля. На медальйонах зображені барельєфи російських військовиків, письменників і вчених, а також діячів доби комуністичної диктатури.
Залізничний вокзал міста Сімферополя власне є першим, що найчастіше бачать туристи, які приїжджають до Криму залізницею, і звідси ж гості півострова починають більшість своїх кримських маршрутів, зокрема на Південне узбережжя Криму.
1999 року будівлю залізничного вокзалу в Сімферополі було відреставровано.
2012 року відкрита нова платформа № 6 для приміських потягів довжиною 250 метрів.
2013 року добудований сучасний конкорс (надземний перехід над коліями), через який діє вихід на платформи № 5 та 6, що обслуговують приміські потяги. Конкорс облаштований ескалаторами та ліфтами для людей з обмеженими можливостями. Його корпус зроблений із прозорого матеріалу, тому всередині відкривається панорамний вигляд на залізничний вокзал.
Будівництво нового пішохідного моста над залізничними коліями на вокзалі станції Сімферополь будувалося в рамках реконструкції та розширення вокзалу і будівництва поруч нової будівлі приміського вокзалу. Пішохідний перехід дозволив зробити вихід на кожну платформу і з'єднати стару і нову частини вокзалу.

## Пасажирське сполучення

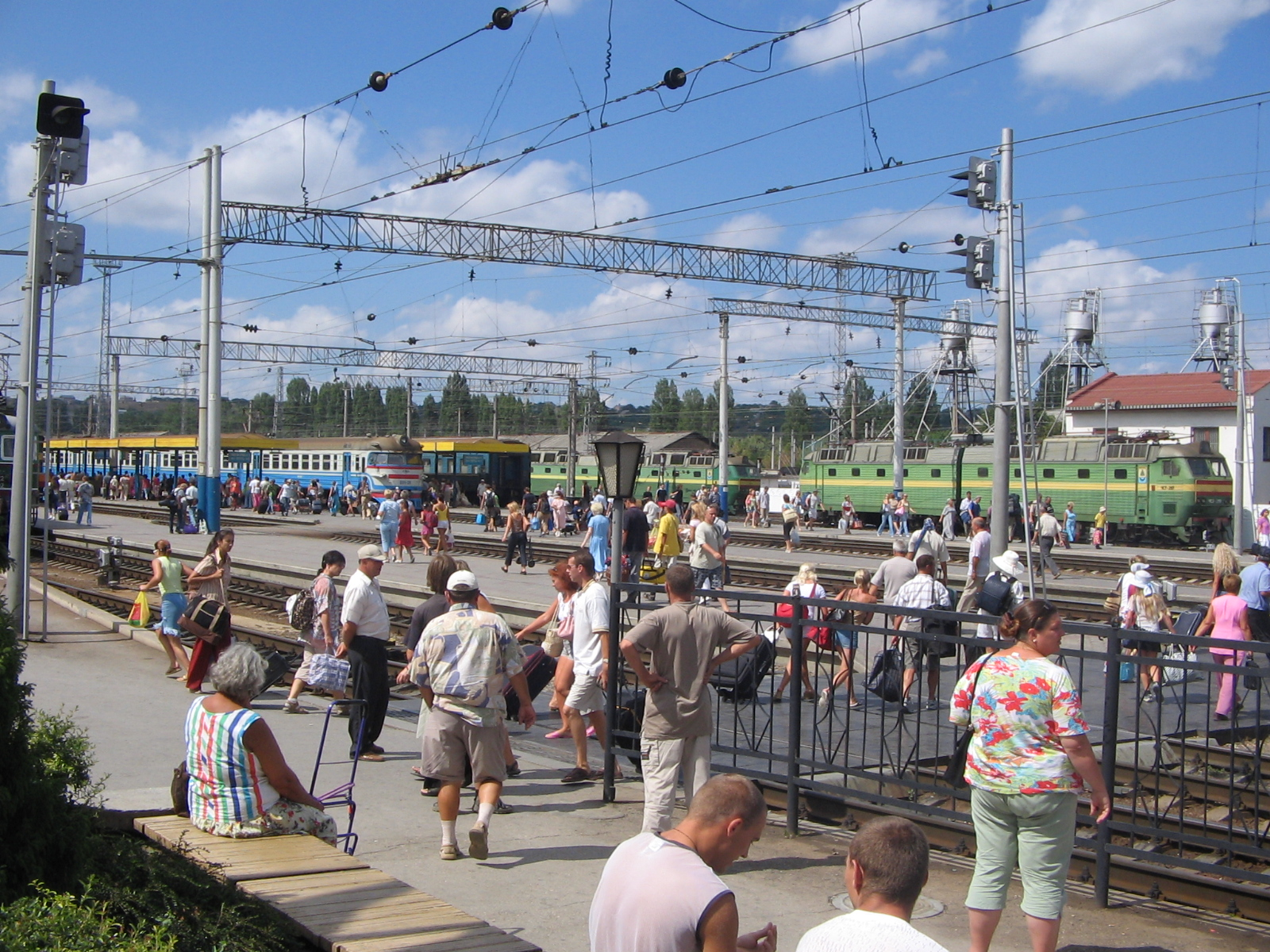
Вигляд на пасажирські платформи

Станція Сімферополь-Пасажирський приймає та відправляє поїзди далекого та приміського сполучення.
З 27 травня 2013 року вперше до Сімферополя почали курсувати швидкісні двоповерхові міжрегіональні електропоїзди подвійного живлення виробництва компанії Škoda Vagonka EJ 675 за маршрутом:
- № 175/176 Харків — Сімферополь;
- № 177/178 Донецьк — Сімферополь.

Двосистемний електропоїзд виробництва компанії «Hyundai Rotem» HRCS2 курсував за маршрутом:
- № 172/171 Дніпро — Сімферополь.

Регіональні денні швидкісні поїзди категорії «Інтерсіті+» курсували до кінця серпня 2013 року.
З 27 грудня 2014 року остаточно припинилися як вантажні перевезення, так і пасажирське сполучення з материковою Україною. З метою забезпечення безпеки руху «Укрзалізниця» обмежила маршрути курсування поїздів кримського напрямку до станцій Новоолексіївка та Херсон.
Відповідно до розкладу руху поїздів на 2020/2021 роки призначені наступні поїзди:
| Рух пасажирських поїздів далекого сполучення по станції Сімферополь                                    |                                              | |
| Графік руху на 2021/2022 роки (з 12 грудня 2021)                                                       |                                              | |
| 7/8 «Таврія»                                                                                           | Санкт-Петербург — Севастополь                | Щоденно |
| 27/28 «Таврія»                                                                                         | Москва — Сімферополь                         | Щоденно |
| 91/92                                                                                                  | Москва — Севастополь                         | Щоденно |
| 75/76                                                                                                  | Омськ — Сімферополь                          | 2 рази на тиждень |
| 142/141                                                                                                | Перм — Сімферополь                           | 2 рази на тиждень |
| 425/426                                                                                                | Кисловодськ — Сімферополь                    | Через день |
| 95/96                                                                                                  | Астрахань — Сімферополь                      | 1 раз на 4 дні |
| 374/373                                                                                                | Смоленськ — Сімферополь                      | 3 рази на тиждень |
| 552/551                                                                                                | Мурманськ — Сімферополь                      | Сезонний, 3-4 рази на місяць влітку |
| Поїзди, що курсували до 26 грудня 2014 року (маршрути поїздів нині обмежені до станції Новоолексіївка) |                                              | |
| 11/12 «Славутич»                                                                                       | Київ — Сімферополь                           | Щоденно |
| 85/86                                                                                                  | Львів — Сімферополь                          | Через день |
| 87/88 «Лісова пісня»                                                                                   | Ковель — Сімферополь                         | Через день |
| 81/91//82/92 «Харків»                                                                                  | Полтава, Харків — Сімферополь                | Щоденно, в зимовий період — через день |
| 89/243//90/244 «Південний»                                                                             | Дніпро, Кривий Ріг — Сімферополь             | Сезонний, через день |
| Поїзди, що курсували до грудня 2015 року (маршрути поїздів були обмежені до станції Херсон)            |                                              | |
| 132/131                                                                                                | Хмельницький — Сімферополь                   | Курсував через день |
| 310/309                                                                                                | Одеса — Сімферополь                          | Курсував через день |
| Скасовані поїзди до 2014 року                                                                          |                                              | |
| 28/27                                                                                                  | Київ — Севастополь                           | |
| 39/40 «Севастополь»                                                                                    | Київ — Севастополь                           | |
| 47/48 «Гірник»                                                                                         | Донецьк — Севастополь                        | |
| 40/98//97/39                                                                                           | Керч — Москва                                | Скасований з Сімферополя, Керчі та Москви з 28 грудня 2014 |
| 68/618/668 67/617/667                                                                                  | Севастополь, Сімферополь, Євпаторія — Москва | Скасований з Севастополя, Сімферополя, Євпаторії з 29 грудня 2014, з Москви — з 27 грудня 2014                                                                             |
| 99/100                                                                                                 | Мінськ — Сімферополь                         | Курсував з групою вагонів безпересадкового сполучення з поїздом № 56/55 Суми — Сімферополь. Скасований з Мінська та Сум з 27 грудня 2014, з Сімферополя — з 28 грудня 2014 |

З 26 грудня 2014 року введено конвенції про заборону перевезення залізничним транспортом будь-яких вантажів між материковою частиною України та Кримом. Опісля цього до відкриття залізничного мосту через Керченську протоку у грудні 2019 року залізнична станція відігравала лише місцеве значення, обслуговуючи виключно приміські поїзди (станом на 2018 рік це були 3 електропоїзди до станції Джанкой, 4 до станції Севастополь, 5 до станції Євпаторія та 3 до станції Солоне Озеро).
До окупації Криму приміські електропоїзди курсували до станцій: Мелітополь, Новоолексіївка, Генічеськ.
Впродовж 2015—2016 років зі станції періодично курсували пасажирські поїзди в межах Криму сполученням:
- Керч — Севастополь;
- Сімферополь — Євпаторія.

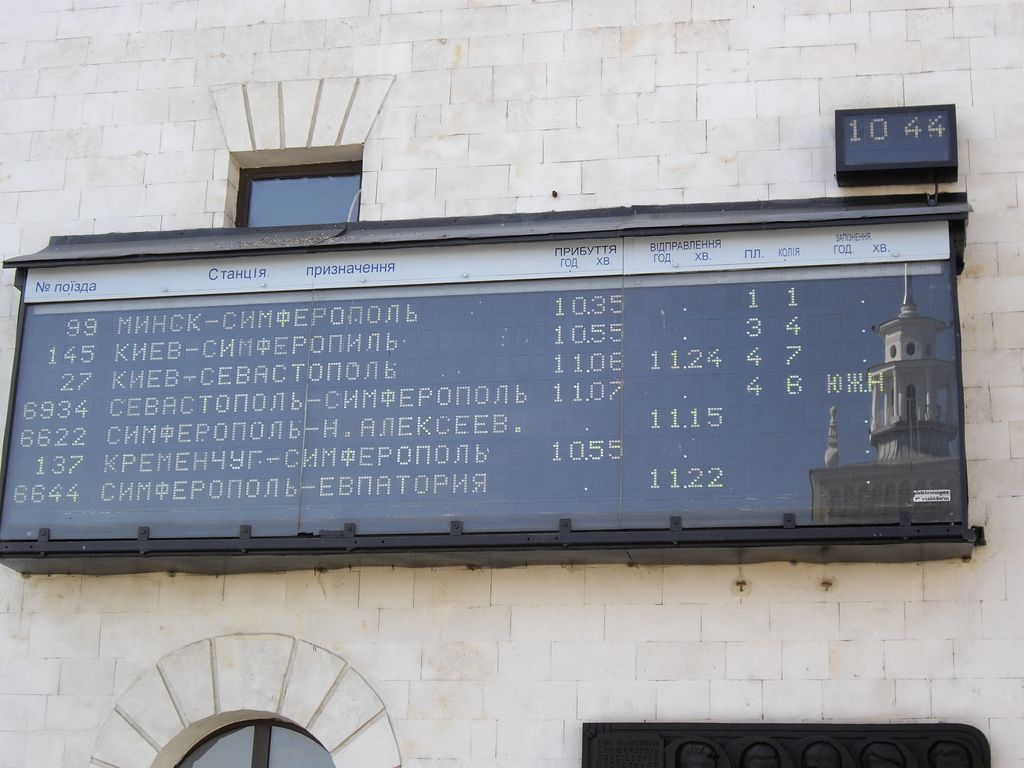
Табло прибуття/відправлення поїздів
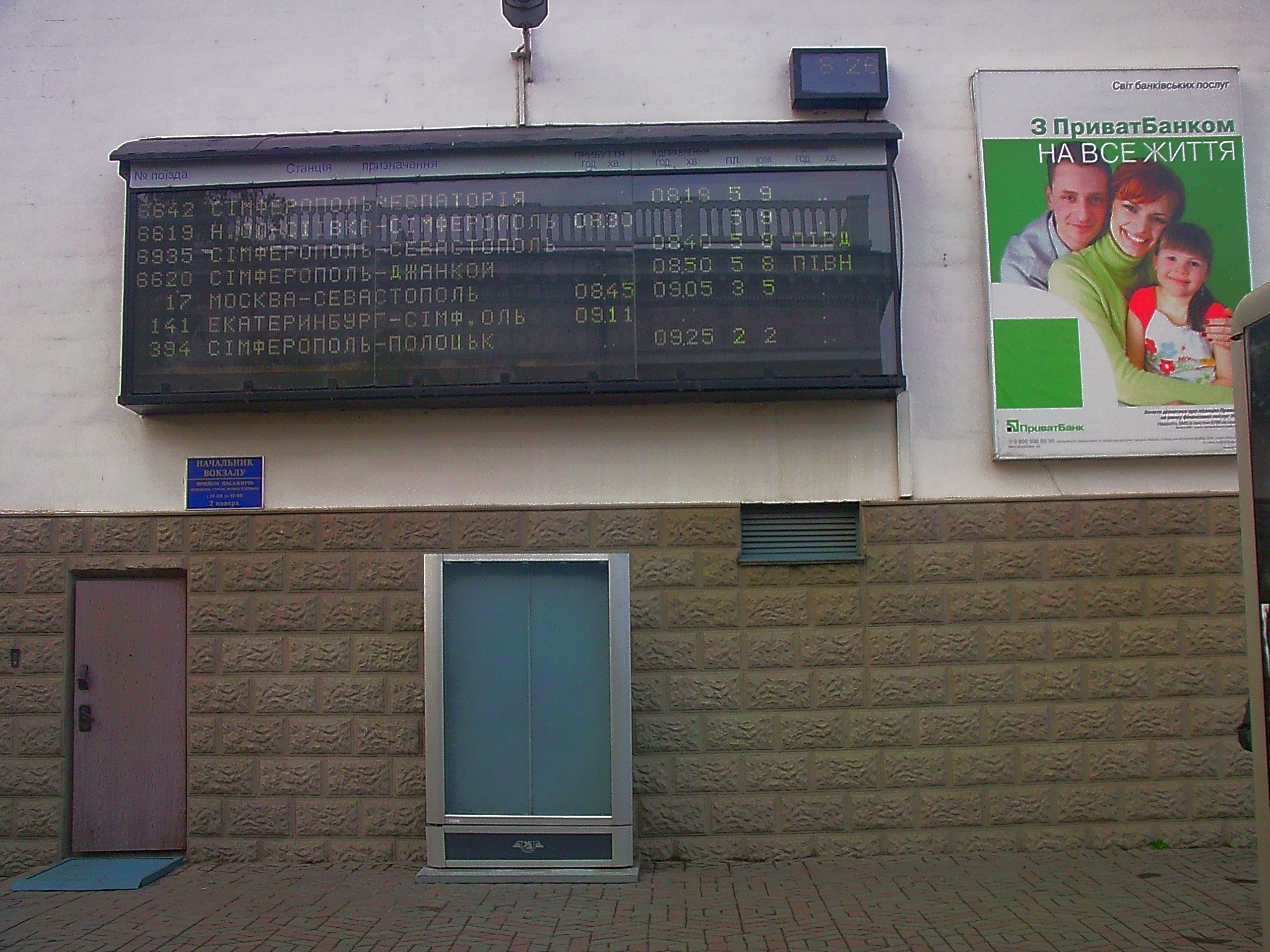
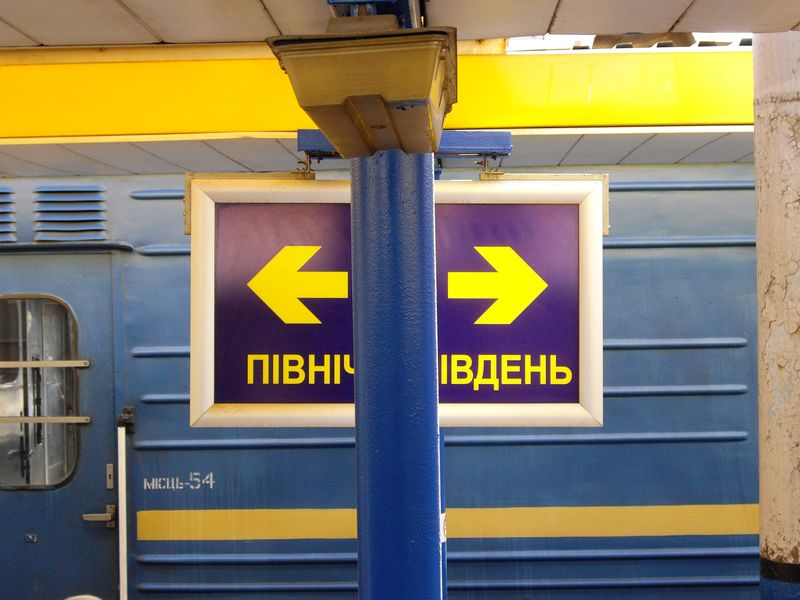
Покажчик напрямку руху
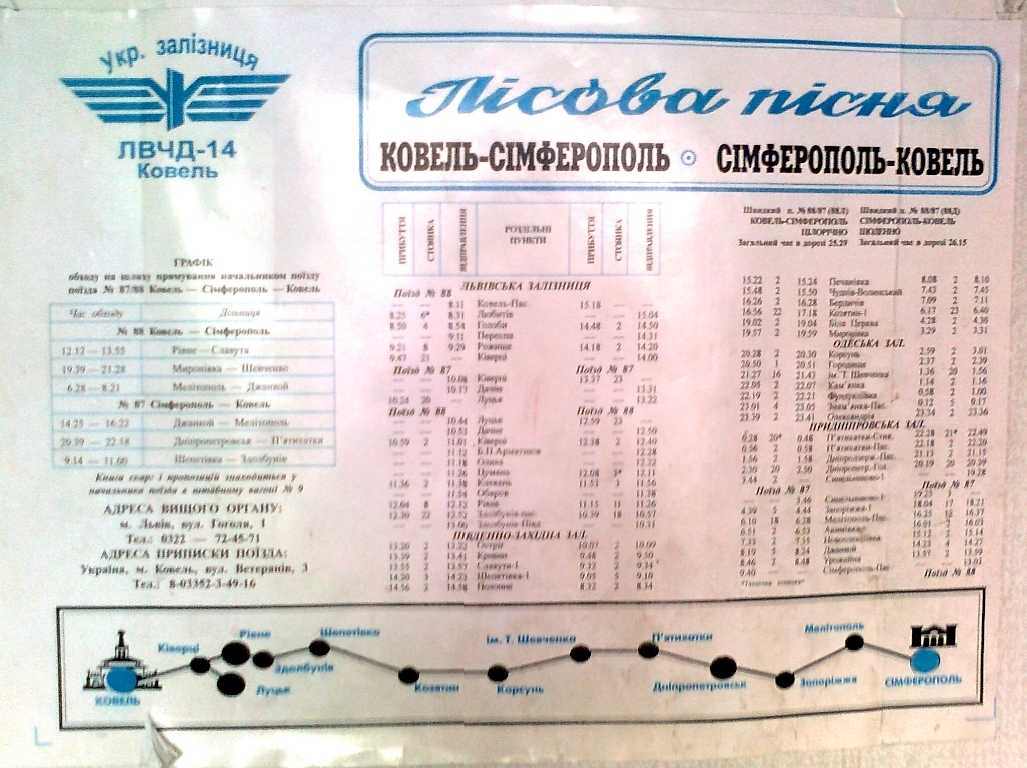
Розклад руху поїзда № 87/88 «Лісова пісня»
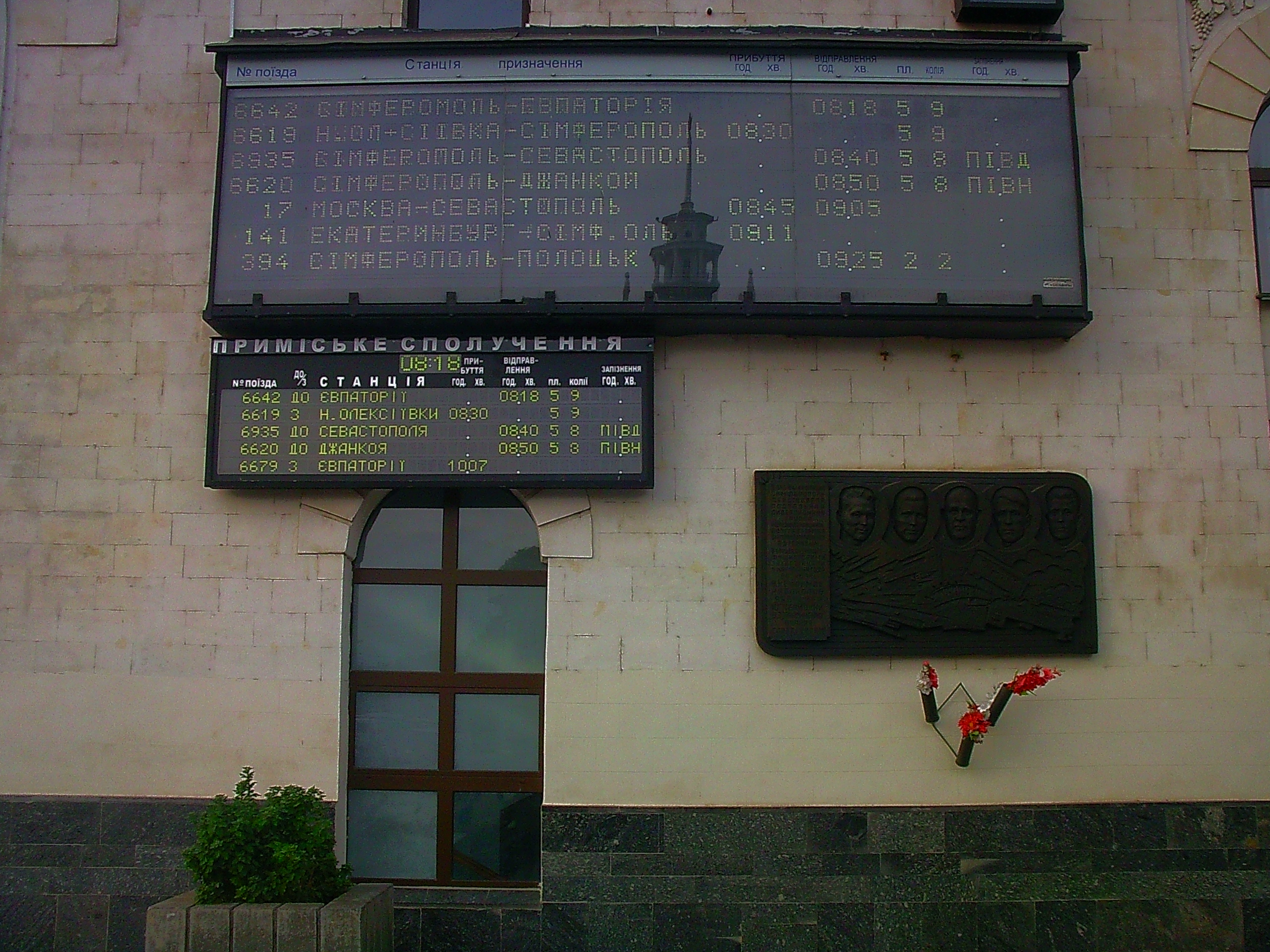
Інформаційне табло
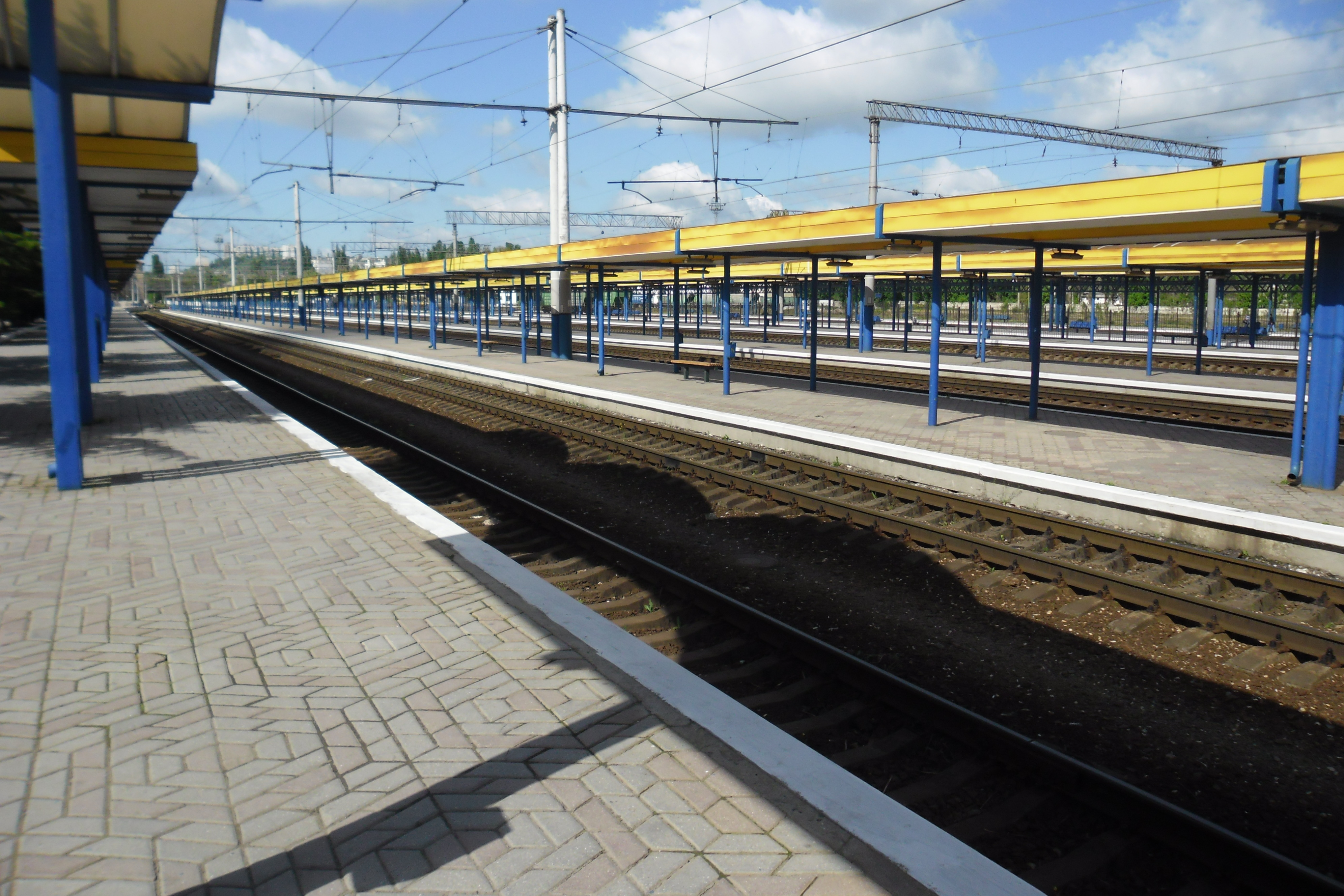
Порожній вокзал, реалії травня 2015

Потяг № 68/67 Сімферополь — Москва курсував з групою вагонів безпересадкового сполучення від Севастополя і Євпаторії через Керч, робота якого залежала від стану Керченської поромної переправи, проте і цей поїзд незабаром був скасований.
З 23 грудня 2019 року з материкової частини Росії відправився поїзд № 7/8 «Таврія» Санкт-Петербург — Севастополь, а 24 грудня 2019 року двоповерховий поїзд № 27/28 Москва — Сімферополь, які курсують через Керченський міст. З 25 грудня 2019 року поїзди прибувають на станцію Сімферополь-Пасажирський. Поїзди належать до російської компанії «Гранд-Сервіс-Експрес», це пов'язано з тим, що у разі запуску поїздів Російських залізниць до Криму, то одразу ж вони підпадуть під санкції, тому вагони поїздів курсують без логотипів Російських залізниць. За українським законодавством, що всі, хто в'їжджає до Криму і виїжджає з нього по незаконно побудованого мосту, відразу ж підпадають до категорії осіб, які вчинили злочин, тому що порушують порядок в'їзду на територію суверенної України.

## Цікаві факти
- Згідно зі спогадами очевидців, залізничний вокзал у Сімферополі будувався зусиллями військовополонених німців.
- Сімферопольський залізничний вокзал має двійника — залізничний вокзал у російському курортному місті Сочі був зведений за аналогічним проєктом роком пізніше — 1952 року, причому вважається, що будівля останнього послужила приводом гонінь на архітектора Олексія Душкіна під час боротьби з архітектурними надмірностями за Хрущова в середині 1950-х років[13].

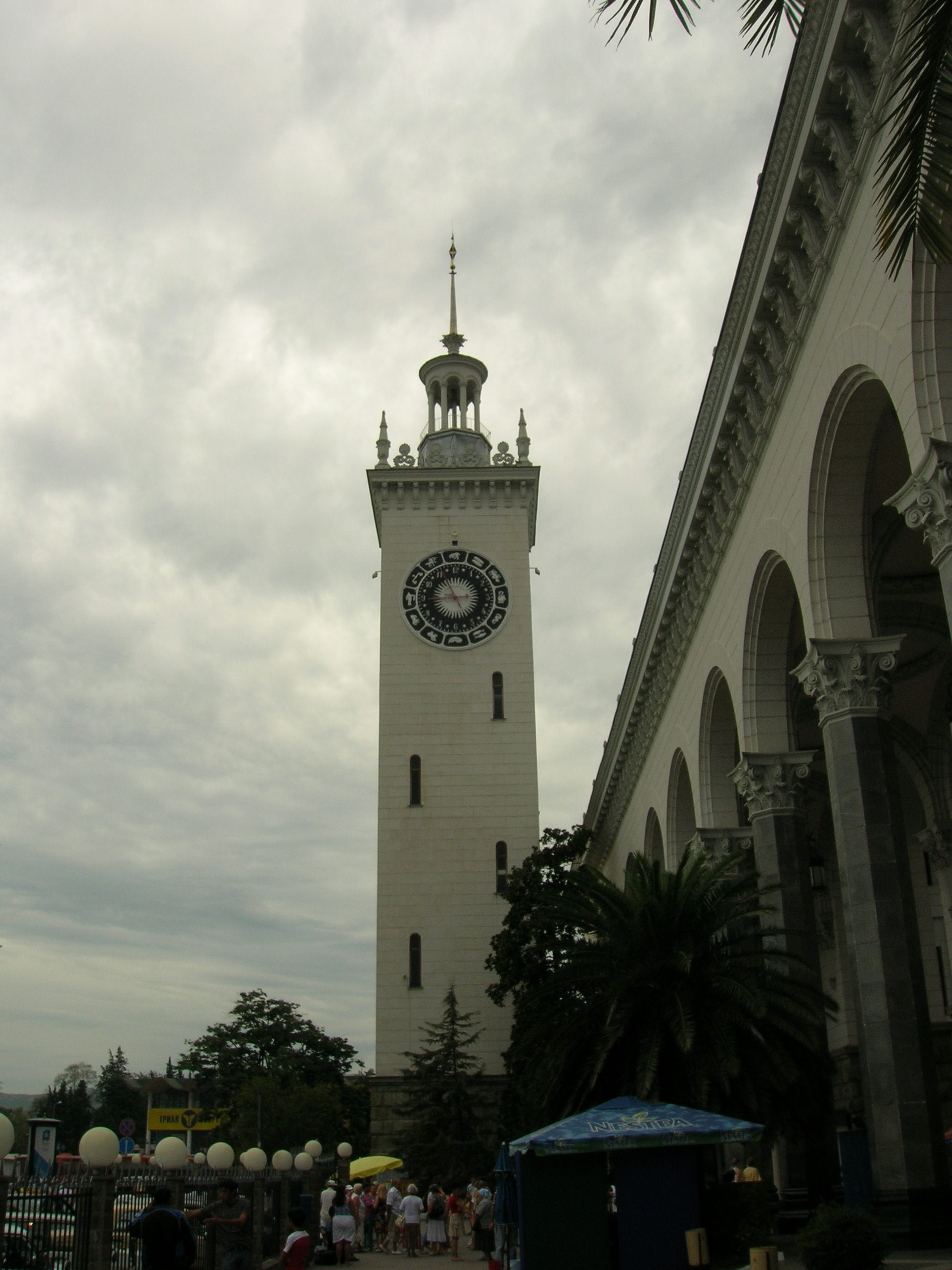
Залізничний вокзал в Сочі
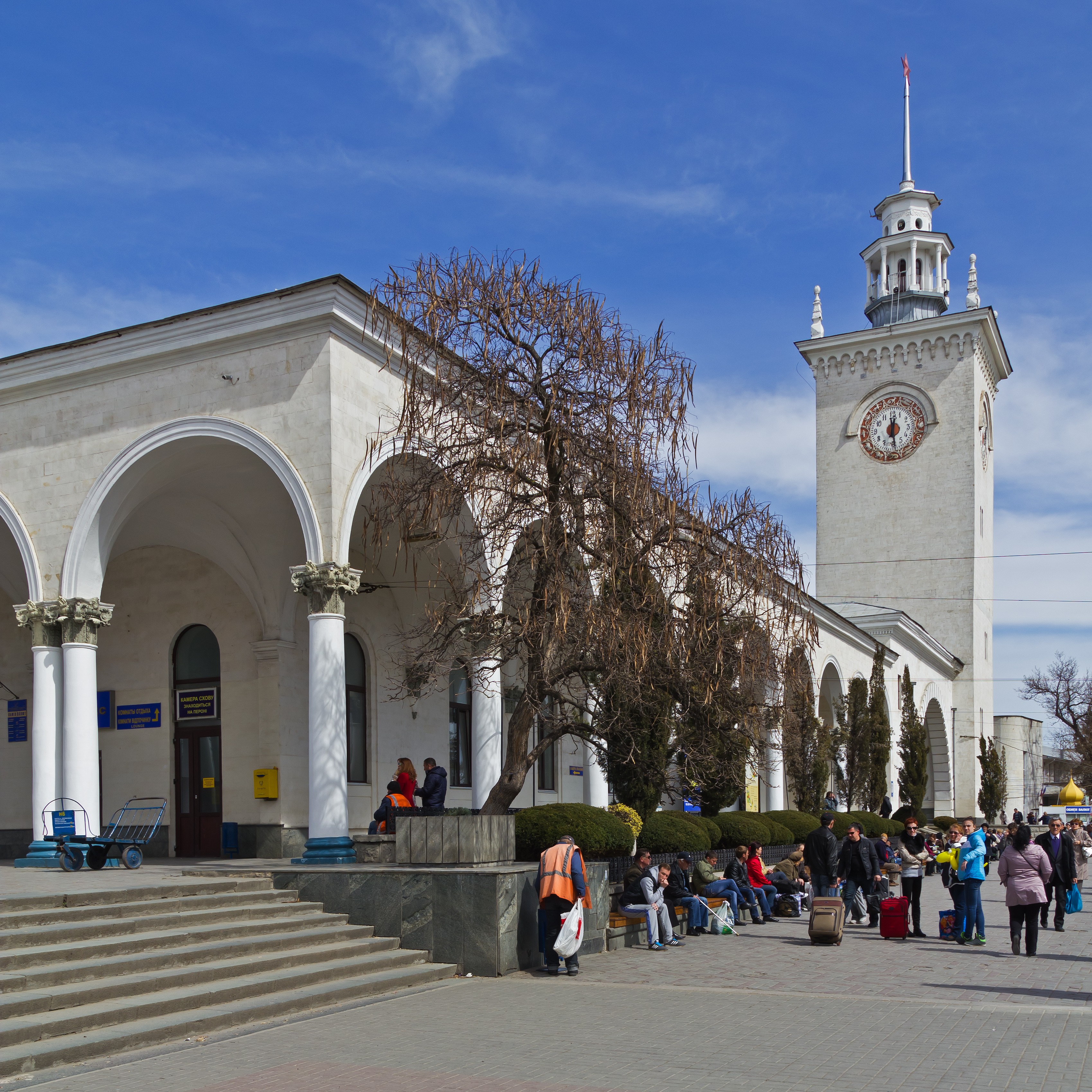
Залізничний вокзал у Сімферополі
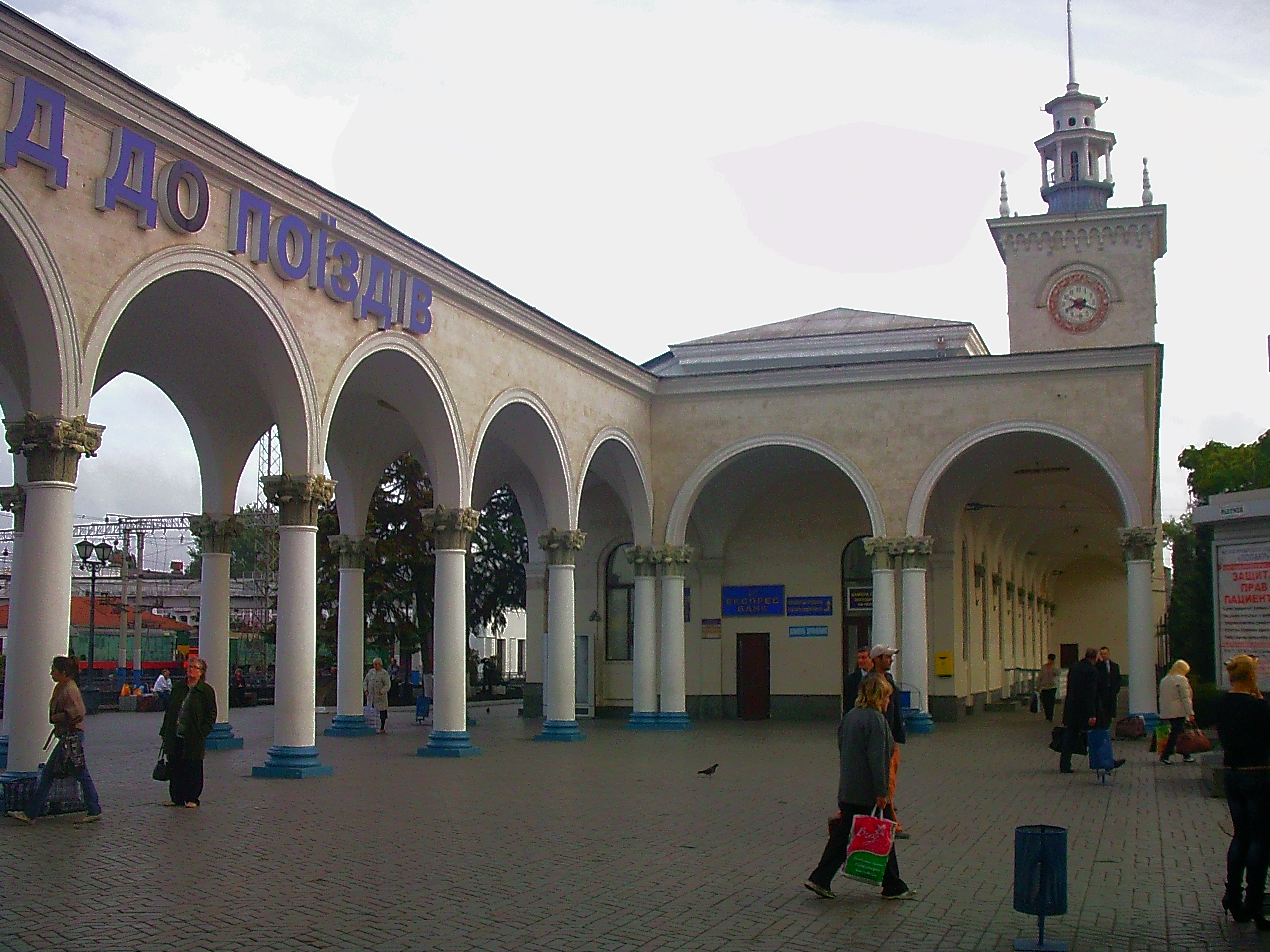
Вихід до поїздів
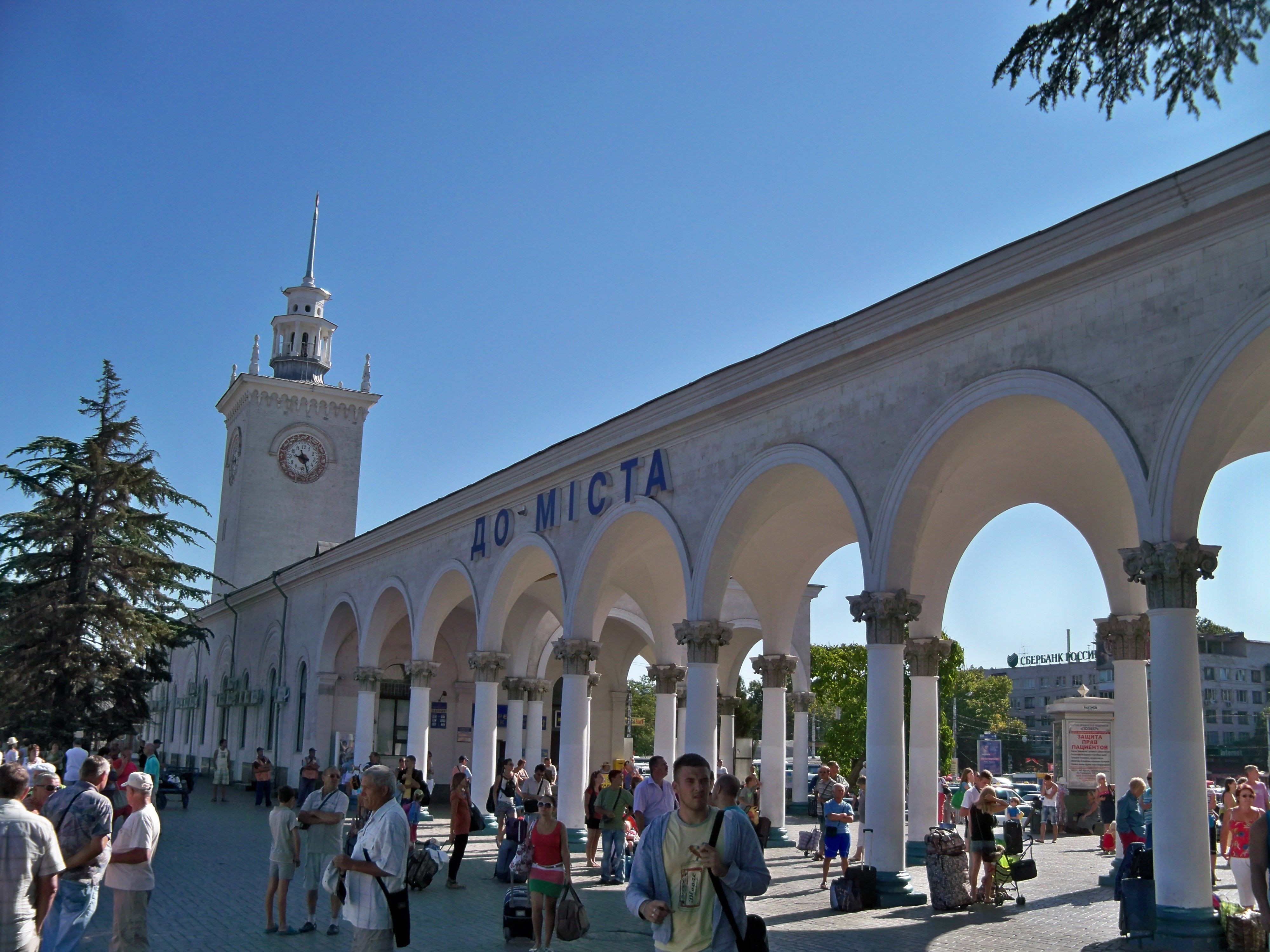
Вихід до міста

- Послідовність зображень знаків зодіаку, що розташовані навколо циферблату вокзальної вежі, є хибною — її було порушено ще на стадії будівництва[14].

## Галерея

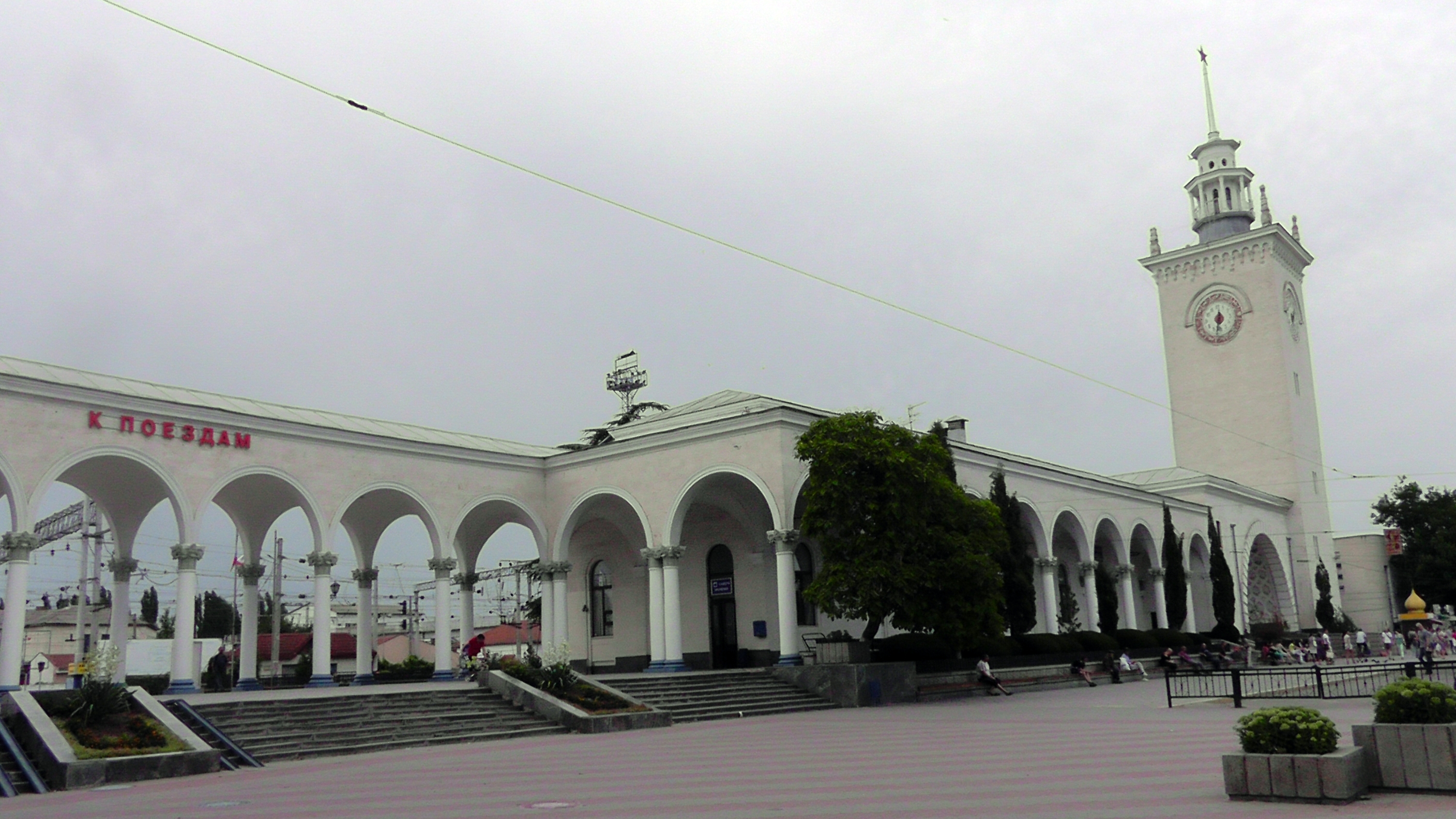
Залізничний вокзал (2016)
Аркадова галерея
Фрагмент декору:Світове дерево (з датою спорудження)
Фонтан в Італійському дворику
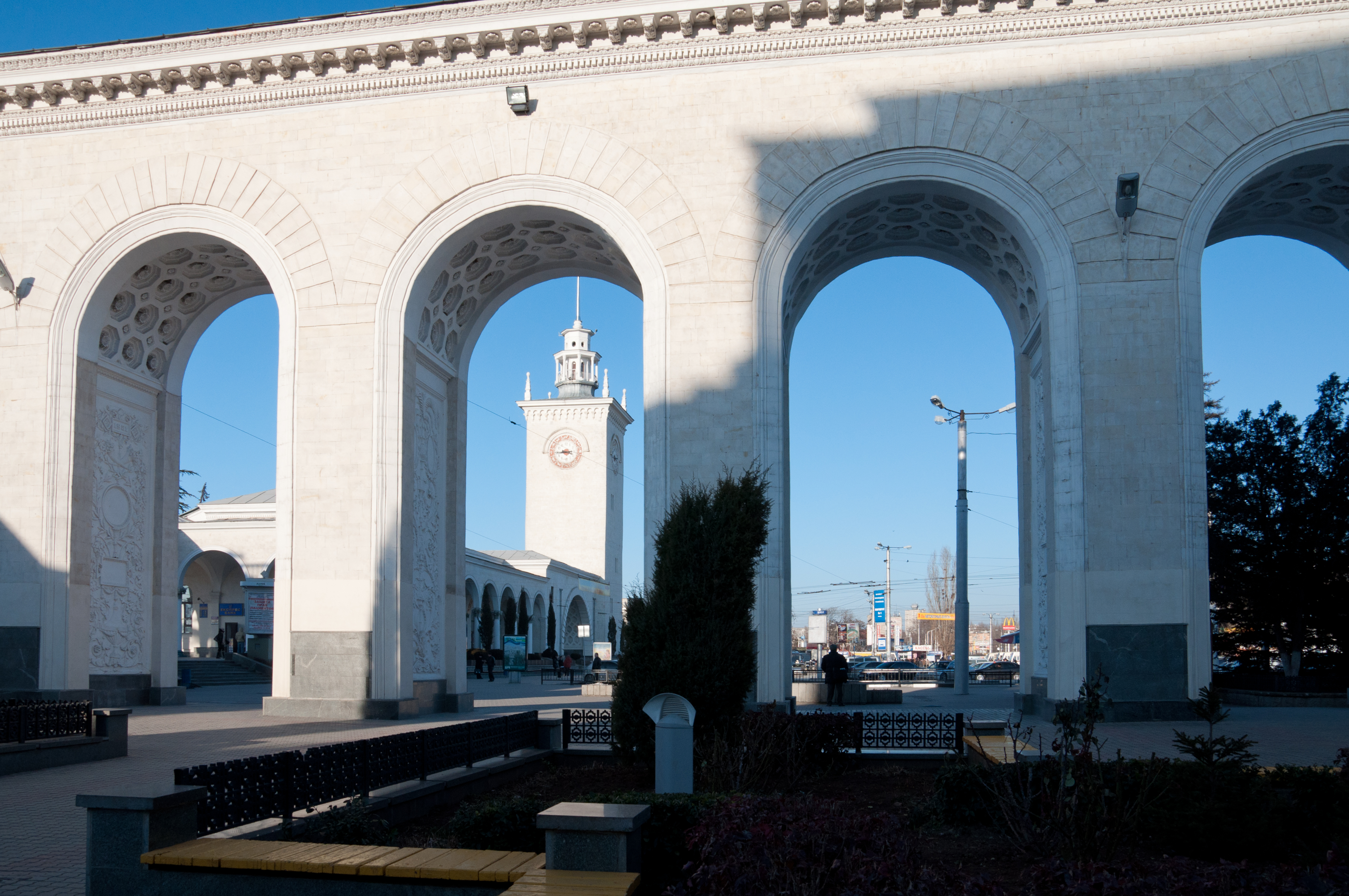
Арки з вазоном на торцях